# Bobří vrch
Bobří vrch, (německy Bieberstein) je hora v Javořích horách, jihovýchodně od osady Janovičky. Celá hora se nachází v České republice; katastrálně přísluší k Rožmitálu (součásti města Broumova).

## Hydrologie
Hora náleží do povodí Odry. Vody odvádějí přítoky Stěnavy, např. Svinský potok nebo Rožmitálský potok.

## Vegetace
Hora je převážně zalesněná, jen místy najdeme menší paseky. místy najdeme smrkové monokultury, ale dochovaly se i rozsáhlé plochy lesů smíšených nebo listnatých. Jedná se o bučiny, na melafyru jsou to květnaté bučiny svazu Fagion.

## Ochrana přírody
Hora leží v CHKO Broumovsko. Vrcholová partie, pokrytá bukoklenovým pralesem je navržena už více let na vyhlášení jako Přírodní rezervace Bobří vrch.